# 브로드웨이 42번가

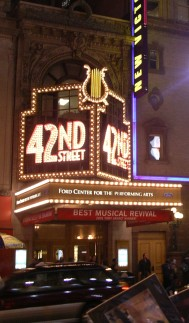

《브로드웨이 42번가》(영어: 42nd street)는 미국 브로드웨이의 인기 뮤지컬 작품이다. 대공황 시대를 배경으로 하고 있으며 해리 워런이 음악을, 앨 더빈·조니 머서가 가사를, 마이클 스튜어트·마크 브램블이 책을, 가워 챔피언이 감독을, 필립 J. 랭이 조율을 담당했다. 토니상, 로런스 올리비에상 뮤지컬 부문을 수상한 인기 뮤지컬 작품이기도 하다.
1932년에 브래드퍼드 로프스의 소설을 원작으로 한 헐리우드 영화 《42번가》가 1933년에 만들어졌고, 뮤지컬은 1980년 8월 25일에 브로드웨이 윈터 가든 극장에서 처음 상연되었다. 대한민국에서는 1996년 호암아트홀에서 처음 소개된 이후에 꾸준히 재공연되고 있다.

## 줄거리
브로드웨이 최고의 연출가 줄리안에게 '프리티레이디'는 반드시 성공시켜야 할 중요한 공연이다. 줄리안은 여배우 도로시를 캐스팅하면 '프리티레이디'에 10만 달러를 투자하겠다는 애브너의 제안에 이제는 한물간 프리마돈나 도로시를 주인공으로 캐스팅한다. 브로드웨이 댄서를 꿈꾸는 시골 출신의 페기는 두려움에 망설이다 '프리티레이디'의 오디션 기회를 놓쳐버리지만, 안무가가 우연히 그녀의 춤을 보고 재능을 발견, 코러스걸로 전격 캐스팅한다. '프리티레이디'의 첫 공연. 주인공 도로시가 넘어져 부상을 당하게 되고 공연은 취소될 위기에 놓인다. 페기의 실수로 도로시가 다쳤다고 생각한 줄리안은 페기를 해고시켜버리지만, 도로시의 역할을 소화할 사람은 오직 '페기소여' 뿐임을 깨닫는다. 남은 시간은 단 36시간! 25페이지 분량의 대사, 노래 6곡, 10종류의 댄스를 소화 해야하는 페기소여! 그녀는 과연 브로드웨이의 새로운 스타로 태어날 수 있을까?

## 등장인물 (2020년 한국공연 캐스트)
- 줄리안 마쉬: 브로드웨이 최고의 연출가, 최고의 무대를 만들기 위해 카리스마 있고 냉철한 판단을 내리는 강한 리더
- 도로시 브록: 한 때 최고의 뮤지컬 스타였지만 지금은 명성을 잃은 프리마돈나
- 페기 소어: 펜실베니아 알렌타운 출신의 신인 코러스 걸
- 빌리 로러:  밝고 유쾌한 성격의 미남 배우이자 '프리티 레이디'의 남자 주인공
- 메기 존스: '프리티 레이디'의 작가 겸 작곡가 겸 제작자. 페기 소여의 재능을 알아본다.
- 버트 베리: ‘프리티 레이디’의 공동작가이자 만능 재주꾼. 공연을 올리기 위해 고군분투한다.
- 애브너 딜러: ‘프리티 레이디’의 투자자. 도로시에게 돈으로 환심을 사려는 사업가

## 한국 공연 기록
| 시즌     | 기간                | 공연장              | 주연                                                                  |
| -------- | ------------------- | ------------------- | --------------------------------------------------------------------- |
| 1996     | 1996.5.21~6.3       | 호암아트홀          | 박철호 이정화 전수경 임선애 남경주                                    |
| 1997     | 1997.6.17~7.6       | 예술의전당 토월극장 | 박철호 송영창 이정화 임선애 양소민 남경주                             |
| 1998     | 1998.12.11~12.31    | 호암아트홀          | 박철호 송영창 전수경 이재영 양소민 남경주                             |
| 1999     | 1999.12.17~12.31    | 호암아트홀          | 박철호 송영창 이재영 이윤표 양소민 류정한                             |
| 2000     | 2000.12.21~1.14     | LG아트센터          | 박철호 이재영 임선애 류정한                                           |
| 2004     | 2004.5.29~8.15      | 팝콘하우스          | 윤석화 박해미 양희경 전수경 이승철 김법래 황정민 김미혜               |
| 2004     | 2004.11.6~2005.2.27 | 팝콘하우스          | 박해미 전수경 김법래 이승철 전수미 김미혜                             |
| 내한공연 | 2008.1.5~2.28       | 국립극장 해오름극장 | 브로드웨이 투어팀                                                     |
| 2009     | 2009.7.21~8.30      | LG아트센터          | 박상원 김법래 박해미 이소유 옥주현 임혜영 박동하                      |
| 2010     | 2010.9.29~11.21     | 샤롯데씨어터        | 박상원 김법래 박해미 이소유 최성희 방진의 정명은 박동하               |
| 2013     | 2013.5.11~6.30      | 디큐브아트센터      | 박상원 남경주 박해미 홍지민 김영주 전재홍 이충주 정단영 전예지 임진아 |
| 2013     | 2013.7.9~7.28       | 성남아트센터        | 박상원 남경주 박해미 홍지민 전재홍 이충주 정단영 전예지 임진아        |
| 2014     | 2014.7.8~8.31       | 예술의극장 토월극장 | 남경주 김영호 박해미 홍지민 전재홍 이충주 최우리 전예지               |
| 2016     | 2016.6.23~8.28      | 예술의극장          | 송일국 이종혁 김선경 최정원 임혜영 에녹 김경선                        |
| 2017     | 2017.8.5~10.8       | 디큐브아트센터      | 김석훈 이종혁 최정원 배해선 오소연 전예지                             |
| 2018     | 2018.6.21~8.19      | 예술의극장 토월극장 | 김석훈 이종혁 김선경 배해선 오소연 정단영                             |
| 2020     | 2020.6.20~8.23      | 샤롯데씨어터        | 송일국 이종혁 양준모 최정원 정영주 배해선 오소연 김환희               |

## 크리에이티브
- 오리지널 크리에이터 연출 안무: 고어 챔피언, 데이빗 머릭
- 오리지널 크리에이터 작곡: 해리 워렌
- 오리지널 크리에이터 작사: 알 듀빈
- 오리지널 크리에이터 각본: 마이클 스튜어트

| 시즌 | 프로듀서 | 연출   | 안무   | 음악 감독 | 제작                               |
| ---- | -------- | ------ | ------ | --------- | ---------------------------------- |
| 2018 |          | 박인선 | 권오환 | 최재광    | 샘컴퍼니, CJ ENM                   |
| 2020 | 예주열   | 박인선 | 권오환 | 최재광    | CJ ENM, 샘컴퍼니, 롯데엔터테인먼트 |

## 뮤지컬 넘버
제1막
- Overture & Opening ACT One

제2막
- Sunny Side to Every Situation